# بدون توقف (کامپیوترهای سرور)
این مقاله ترجمه شده NonStop(server computers) می باشد.
NonStop مجموعه ای از رایانه های سرور است که در سال 1976 توسط شرکت Tandem Computers با شروع خط تولید NonStop به بازار عرضه شد که به دنبال آن Hewlett-Packard خط تولید یکپارچه NonStop را توسعه داد. از زمانی که در سال 2015 شرکت Hewlett-Packard تقسیم شد خط تولید NonStop توسط Hewlett Packard Enterprise عرضه می شود . از آنجایی که سیستم‌های NonStop مبتنی بر یک پشته سخت‌افزار/نرم‌افزار یکپارچه هستند، Hewlett Packard Enterprise  همچنین سیستم عامل NonStop OS را برای آنها توسعه داد.
سیستم های NonStop تا حدی خود ترمیم هستند. برای پوشاندن نقاط ضعف ، آنها تقریباً به تمامی اجزای اضافی مجهز شده اند. هنگامی که یک جزء اصلی از کار می افتد، سیستم به طور خودکار به نسخه پشتیبان باز می گردد.
این سیستم‌ها اغلب توسط بانک ها،بورس ها ، برنامه‌های پرداخت، شرکت‌های خرده‌فروشی، خدمات انرژی و آب و برق، سازمان‌های مراقبت‌های بهداشتی، تولیدکنندگان، ارائه‌دهندگان مخابراتی، حمل‌ونقل و سایر شرکت‌هایی که به زمان زیادی نیاز دارند، استفاده می‌شوند.

## تاریخ
در اصل این خط تولید که در سال 1976 توسط شرکت Tandem Computers معرفی شد.،سپس خط تولید توسطCompaq (از 1997), شرکت Hewlett-Packard (از سال 2003) و در نهایت  Hewlett Packard Enterprise (از سال 2015) تصاحب شد. در سال 2005، خط تولید تمامی سرورهای هیولت پاکارد (HP) "NonStop i"  (یا TNS/E) مبتنی بر ریزپردازنده‌های Itanium اینتل معرفی شد. در سال 2014، اولین سیستم های "NonStop X" (یا TNS/X) که بر روی تراشه x86 اینتل کار می کردند معرفی شدند. فروش سیستم های مبتنی بر Itanium در جولای 2020 به پایان رسید.
برنامه های NonStop اولیه باید به طور خاص برای تاب آوری خطا کدگذاری می شدند. این الزام در سال 1983 با معرفی تسهیلات نظارت بر تراکنش (TMF)، همراه با نرم افزار مدیریت تراکنش  و برنامه های کاربردی SCOBOL (یا نرم افزار مدیریت تراکنش NonStop Tuxedo) که جنبه های مختلف از تحمل خطا را در سطح سیستم مدیریت می کند، حذف شد.

## نرم افزار
سیستم عامل Non Stop یک سیستم عامل مبتنی بر پیام است که برای تحمل خطا طراحی شده است. این سیستم عامل با جفت های پردازش کار می کند و تضمین می کند که پردازش های پشتیبان بر روی CPU های اضافی  در صورت خرابی فرآیند یا CPU کنترل می‌شوند. یکپارچگی داده ها در طول آن فرآیند هایی کنترل حفظ می شود. هیچ تراکنش یا داده ای از بین نمی رود یا خراب نمی شود.
این سیستم عامل به طور کلی دارای نام تجاری NonStop OS است و شامل لایه ی محافظی است که یک  جزء  سطح پایین سیستم عامل است و به اصطلاح شخصیت OSS نامیده می شود که در بالای این لایه اجرا می شود و رابطی شبیه به یونیکس را برای استفاده ی سایر اجزای سیستم عامل پیاده سازی می کند.
این سیستم عامل و اپلیکیشن هر دو برای پشتیبانی از سخت افزار تحمل خطا طراحی شده اند. این سیستم عامل به طور مستمر  بر وضعیت همه اجزا نظارت می کند و در صورت لزوم برای حفظ عملیات، کنترل را تغییر می دهد. همچنین ویژگی‌هایی در نرم‌افزار طراحی شده است که به برنامه‌ها اجازه می‌دهد به‌عنوان برنامه‌های همواره در دسترس نوشته شوند. این امر با استفاده از یک جفت فرآیند انجام می شود که در آن یک فرآیند تمام پردازش های اولیه را انجام می دهد و دیگری به عنوان یک پشتیبان عمل می کند و هر زمان که پردازش اولیه به نقطه بحرانی در پردازش می رسد بروز رسانی داده ها را دریافت می کند. در صورت توقف اولیه، پشتیبان‌گیری وارد عمل می‌شود تا با استفاده از تراکنش فعلی، اجرا را از سر بگیرد.
این سیستم ها از سیستم های مدیریت پایگاه داده رابطه ای مانند NonStop SQL و پایگاه های داده سلسله مراتبی مانند Enscribe پشتیبانی می کنند.

## سخت افزار
رایانه‌های HPE Integrity NonStop خطی از رایانه‌های سرور مبتنی بر پیام و تحمل‌پذیر خطا هستند که بر اساس پلت‌فرم پردازنده Intel Xeon , و برای پردازش تراکنش‌ها بهینه شده‌اند. میانگین سطوح در دسترس بودن 99.999 درصد مشاهده شده است. سیستم های NonStop دارای معماری پردازش شدیدا موازی (MPP) هستند و مقیاس پذیری خطی را ارائه می دهند. هر CPU نسخه مخصوص به خود را از سیستم عامل اجرا می کند و سیستم ها را می توان تا بیش از 4000 CPU گسترش داد. این یک معماری بدون اشتراک است - یک آرایش "بی اشتراک" که به عنوان چند پردازشی با همراهی آزادانه نیز شناخته می شود، و با اضافه شدن پردازنده های بیشتر هیچ "کاهش بازدهی ای" رخ نمی دهد ( قانون Amdahl را ببینید).
با توجه به پشته سخت‌افزار/نرم‌افزار یکپارچه و یک تصویر سیستم واحد حتی برای بزرگترین پیکربندی‌ها، نیازهای مدیریت سیستم برای سیستم‌های NonStop نسبتاً کم است. در بیشتر استقرارها فقط یک سرور تولیدی وجود دارد، نه یک مزرعه سرور پیچیده.
اکثر مشتریان همچنین یک سرور پشتیبان به صورت ریموت برای بازیابی از حادثه دارند. محصولات استانداردی برای همگام نگه داشتن داده های تولید و سرور پشتیبان وجود دارد، به عنوان مثال، Remote Database Facility HPE (RDF)،  ، از این رو در شرایط فاجعه‌ای که سرور تولیدی غیرفعال یا از بین می‌رود، کنترل سریع و کم یا بدون از دست دادن داده وجود دارد.
HP همچنین یک خط سرور انبار داده , هوش تجاری و HP Neoview را بر اساس خط NonStop توسعه داد.  که به عنوان یک سرور پایگاه داده عمل می کرد و سیستم عامل NonStop و NonStop SQL را ارائه می کرد، اما فاقد عملکرد پردازش تراکنش های سیستم های NonStop اصلی بود. این خط از 24 ژانویه 2011 کنار گذاشته شد و دیگر به بازار عرضه نشد.
1. ↑  "HPE NonStop family of systems" (PDF).
2. ↑  HP NonStop Server Security: A Practical Handbook. Digital Press. 6 October 2003. ISBN 978-1555583149.
3. ↑  "HPE NonStop family of systems" (PDF).
4. ↑  "Compare system availability in the real world". Hewlett-Packard. October 2006. Archived from the original on 12 July 2011. Retrieved 2010-08-07.
5. ↑  "Engineered for the highest availability – HPE NonStop family of systems brochure". Archived from the original on 22 January 2023. Retrieved 22 January 2023.
6. ↑  Morgan, Timothy Prickett, The Register "HP euthanizes Neoview data warehouse iron: Itanium death", The Register, Hardware, 24 January 2011